# Іко Ювайс
Увайс Корні (pronounced [uˈwaɪh ˈkorni]), професійно знаний як Іко Ювайс, індонезійський актор, каскадер, бойовий хореограф і майстер бойових мистецтв. Найвідоміший завдяки акторській ролі в бойовиках «Мерантау» (2009), «Рейд» (2011), «Рейд 2» (2014), «Постріл у голову» (2016), «22 милі» (2018), «Ніч настає за нами» (2018), «Водій для копа» (2019) і серіал Netflix Wu Assassins (2019 — дотепер).

## Ранній життєпис
Іко Ювайс народився 1983 року в Джакарті в родині Майсяроха та Мустафи Камалуддіна. Його дід, Х. Ахмад Бунавар, був силат-майстром і заснував силут-школу. Хлопця назвали на честь ісламського суфійського містика VII століття Овайса аль-Карані.

## Кар'єра
У 2007 році з Ювейсом познайомився режисер Гарет Еванс, який знімав документальний фільм про силат, форму бойового мистецтва, у тренувальному залі Ювайса. Природна харизма Ювайса та чудова камера спонукали Еванса взяти його на головну роль у своєму першому фільмі про бойове мистецтво «Мерантау». Після підписання п'ятирічного контракту з Гаретом Евансом і його продюсерською компанією Ювайс звільнився зі своєї роботи оперативним водієм в Esia — індонезійській телекомунікаційній компанії.
У своєму першому акторському досвіді в Мерантау Ювайс зіграв роль молодого мінанга (Західна Суматра), що привело його до вивчення стилю мінанг силат харімау (стиль тигра) від майстра Едвеля Датука Раджо Гампо Алам. Мерантау вийшов у прокат в Індонезії 6 серпня 2009 року. Також він був показаний на міжнародному фестивалі фантастичного кіно Puchon у Південній Кореї та Fantastic Fest в Остіні, Техас, отримавши дуже позитивні відгуки. Мерантау здобув нагороду в номінації за найкращий фільм на ActionFest 2010.
Другою співпрацею Ювайса з Гаретом Евансом став «Рейд» (відомий як «Рейд: Врятування» в США), знімання якого почалися в середині березня 2011 року і завершилися прокатом у середині 2012 року. Фільм був визнаний критиками та глядачами на різних фестивалях як один із найкращих фільмів про бойове мистецтво за останні роки.
Ювайс співпрацював з Евансом над третім фільмом «Рейд 2: Негідник». Ювайс також ненадовго з'явився у фільмі «Зоряні війни: Пробудження Сили» (2015) разом з колегою по фільму «Набіг 2» Яяном Рухіаном .
У 2016 році він знявся у фільмі про бойові мистецтва Headshot, який отримав загалом позитивні відгуки.
У 2017 році він зняв фільм про бойові мистецтва «Потрійна загроза» разом із Тоні Джаа, Майклом Джеєм Вайтом, Тайгером Ченом і Скоттом Едкінсом — фільм вийшов на екрани на початку 2019 року. 2018 року Ювайс знявся у фільмах «22 миля» та «Ніч приходить за нами». У тому ж році було оголошено, що Ювейс отримав головну роль Кай Джіна в серіалі Netflix «Вбивці Ву». Прем'єра серіалу відбулася 8 серпня 2019 року. Ювайс повторив свою роль у фільмі-продовженні «Жменя помсти». Він вийшов 17 лютого 2022 року, отримавши неоднозначні відгуки.
У 2019 році Ювайс зіграв головну роль у комедійному бойовику Водій для копа разом з Кумейлом Нанджіані та Дейвом Батістою . У тому ж році було оголошено, що Ювайс з'явиться у фільмі під назвою «Китайський міський експрес», де зіграє людину, яка повинна боротися з гангстерськими центрами Нью-Йорка, щоб врятувати свою сім'ю після зникнення його сина під час вбивства банди. Ювайс також зіграв головну роль у The Bellhop, одному з перших п'яти фільмів, які розробляв Balboa Productions, нова виробнича компанія, співзасновником якої є Сильвестр Сталлоне з 2018 року.
Ювайс зіграв Жорсткого Майстра у фільмі «Очі змії», який є доповненням до франшизи фільму «Г. І. Джо». Фільм вийшов на екрани 23 липня 2021 року. Наступною зіркою він стане у бойовику «Чайнатаун Експрес».
У жовтні 2021 року Ювайс приєднався до акторського складу «Нестримні 4», який вийде в прокат у 2023 році

## Особисте життя
25 червня 2012 року Іко Ювайс одружився зі співачкою Одою Ітем у готелі Gran Mahakam у Джакарті. У шлюбі народилися дві доньки, Атрея Сяхла Путрі Ювайс та Анеска Лейла Путрі Ювайс.

## Фільмографія

### Фільми
| рік      | Назва                                                                            | Роль             | Директор(и)       | Примітки                      | Ком.          |
| -------- | -------------------------------------------------------------------------------- | ---------------- | ----------------- | ----------------------------- | ------------- |
| 2009 рік | Мерантау (Мандрівка)                                                             | Юда              | Гарет Еванс       |                               | [ 48 ]        |
| 2011 рік | Рейд                                                                             | Рама             | Гарет Еванс       | Також хореограф бойовиків     | [ 49 ]        |
| 2013 рік | Людина тайцзі                                                                    | Гіланг Санджая   | Кіану Рівз        |                               | [ 50 ]        |
| 2014 рік | Рейд 2                                                                           | Рама/Юда         | Гарет Еванс       | Також бойовий хореограф       | [ 51 ]        |
| 2015 рік | Зоряні війни: Пробудження сили                                                   | Razoo Qin-Fee    | Джей Джей Абрамс  |                               | [ 52 ]        |
| 2016 рік | Постріл в голову                                                                 | Ізмаїл/Абді      | Брати Мо          |                               | [ 8 ]         |
| 2017 рік | Скайлайн 2                                                                       | Суа              | Ліам О'Доннелл    | Також хореограф бойовиків     | [ 53 ]        |
| 2018 рік | 22 милі                                                                          | Лі Нур           | Пітер Берг        | Також хореограф спільного бою | [ 54 ]        |
| 2018 рік | Ніч приходить за нами                                                            | Аріан            | Тімо Тяхянто      | Також координатор дій         | [ 55 ]        |
| 2019 рік | Водій для копа                                                                   | Ока Тедзьо       | Майкл Даус        | Також хореограф бойовиків     | [ 56 ]        |
| 2019 рік | Потрійна загроза                                                                 | Яка              | Джессі В. Джонсон |                               | [ 57 ]        |
| 2021 рік | Очі змії: Початок Джі. Ай. Джо                                                   | Жорсткий майстер | Роберт Швентке    |                               |               |
| 2022 рік | Пригоршня помсти                                                                 | Кай Джин         | Роель Рейне       |                               | [ 32 ]        |
| 2023 рік | Нестримні 4                                                                      | Суарто           | Скотт Во          | Пост-продакшн                 | [ 44 ]        |
| TBA      | The Bellhop                                                                      |                  |                   |                               | [ 58 ]        |
| TBA      | Чайнатаун експрес                                                                |                  |                   |                               | [ 43 ] [ 59 ] |
| TBA      | Сліпі з примарної печери: ангельські очі (Si Buta dari Gua Hantu: Mata Malaikat) | Барда Мандравата | Тімо Тяхянто      |                               |               |

### Телесеріал
| рік      | Назва    | Роль     | Мережа  | Примітки                                                  | Ref.   |
| -------- | -------- | -------- | ------- | --------------------------------------------------------- | ------ |
| 2019 рік | У вбивць | Кай Джин | Netflix | Головна роль; також як продюсер і головний хореограф боїв | [ 60 ] |

## Нагороди та номінації
| рік      | організація                                 | Нагорода                                      | Робота   | Результат | Ком.   |
| -------- | ------------------------------------------- | --------------------------------------------- | -------- | --------- | ------ |
| 2010 рік | Індонезійська кінопремія                    | Найкращий новачок                             | Мерантау | Номінація | [ 61 ] |
| 2010 рік | Індонезійська кінопремія                    | Улюблений актор-новачок                       | Мерантау | Номінація | [ 61 ] |
| 2013 рік | Індонезійська кінопремія                    | Best Chemistry (спільно з Донні Аламсіяхом)   | Рейд     | Номінація | [ 62 ] |
| 2014 рік | Indonesian Choice Awards                    | Актор року                                    | себе     | Номінація | [ 63 ] |
| 2014 рік | Індонезійська Yahoo! Нагороди знаменитостей | Найрозшукуваніший чоловік                     | себе     | Номінація | [ 64 ] |
| 2014 рік | Нагороди Республіки                         | Найкраща змінна фігура Республіки             | себе     | Перемога  | [ 65 ] |
| 2016 рік | Інформаційно-розважальні нагороди           | Індонезійська знаменитість світових досягнень | себе     | Перемога  | [ 66 ] |
| 2016 рік | Нагороди JawaPos Group                      | Актор року                                    | себе     | Перемога  | [ 65 ] |